# Song Zhezong
Zhezong (4 janvier 1076 – 23 février 1100), né Zhao Yong, puis Zhao Xu, est le septième empereur de la dynastie Song. Il régna de 1085 à 1100. Sa grand-mère, l'impératrice Xuanren, assure la régence jusqu’à sa mort en 1093.